# 의정부 회룡사 석조
의정부 회룡사 석조(議政府 回龍寺 石造)는 대한민국 경기도 의정부시 호원동, 회룡사에 있는 석조이다. 2003년 4월 21일 경기도의 문화재자료 제117호로 지정되었다.

## 개요
회룡사의 누각 아래에는 거대한 석조가 있다. 돌로 만든 수조를 석조라 부르는데 물을 저장하여 사용하는 석조는 예로부터 사찰의 필수품이다. 총길이가 244cm이고 폭이 153cm, 깊이가 67cm, 돌의두께가 21cm나 되는 이 거대한 장방형석조는 서울 근교에서는 가장 큰편에 속한다고 할 수 있다.
전체적으로 잘 치석하여 표면이 매끈하게 처리되어 있고, 바닥으로 내려가면서 완만하게 내곡을 이루어 시작적으로 안정되게 보이고 있다. 물이 흘러내리는 주구도 끝을 부드럽게 처리하였고 물이 흘러내리는 홈도 매근하게 만들어 석조의 분위기를 잘 살려내고 있다.
이런 석조는 《서산 보원사지 석조》에 버금갈 만한 것이며 《관악산 삼막사 석조》보다는 다소 큰 것으로 서울 인근 석조로서는 보기 드문 석조라 할 수 있고 만든 솜씨도 뛰어나 석조연구에 중요한 작품으로 판단된다.

## 문화재 지정 사유
고려시대 제작된 석조의 형식을 따른 대표적인 작품으로 사역내 《오층석탑》과 같은 조선시대에 제작된 것으로 용도가 불분명한 다른 석조와는 달리 주구가 달려 있어 수조로 사용되었음을 알 수 있어 석조연구에 중요한 자료이다.

## 같이 보기
- 서산 보원사지 석조 - 보물 제102호
- 의정부 회룡사 오층석탑 - 경기도 유형문화재 제186호

## 참고 자료
- 의정부회룡사석조 - 국가유산청 국가유산포털